# A. Hartrodt
Das Unternehmen  A. Hartrodt (Eigenschreibweise: a. hartrodt) wurde 1887 in Hamburg als internationale Spedition von Arthur Hartrodt gegründet und befindet sich als GmbH & Co KG in Privatbesitz.

## Unternehmen
Das Unternehmen beschäftigte 2018 über 2000 Mitarbeiter und agiert über 180 eigene Niederlassungen und Partnerfirmen in mehr als 80 Ländern. Zum Dienstleistungsangebot gehören Transport- und Logistikaktivitäten in der See- und Luftfracht, Landverkehr über Lagerhaltung, Logistik bis hin zu Projektverladungen.
In Deutschland gibt es Niederlassungen in Düsseldorf, Frankfurt, Hamburg, Hannover, München-Flughafen, Nürnberg, Saarbrücken, Stuttgart und Wuppertal.
Zum Unternehmen gehören der auf Wein und Lebensmittellogistik spezialisierte Unternehmensbereich food & beverage logistics und ist an der BHS Spedition und Logistik GmbH beteiligt. Das Unternehmen ist in der Group 99 engagiert.